# ديجو بونيتا
ديجو بونيتا  (بالإسبانية: Diego Boneta)‏ مواليد 29 نوفمبر 1990 في مدينة مكسيكو، المكسيك، هو مغني مكسيكي بدأ مسيرته الفنية عام 2002. وهو أيضا ممثل وكاتب غنائي.

## فليموغرافيا

### الأفلام
- بيفور آي فول (2017)

## وصلات خارجية
- ديجو بونيتا على موقع IMDb (الإنجليزية)
- ديجو بونيتا على موقع ألو سيني (الفرنسية)
- ديجو بونيتا على موقع ميوزك برينز (الإنجليزية)
- ديجو بونيتا على موقع أول موفي (الإنجليزية)
- ديجو بونيتا على موقع قاعدة بيانات الأفلام السويدية (السويدية)
- ديجو بونيتا على موقع أول ميوزيك (الإنجليزية)
- ديجو بونيتا على موقع ديسكوغز (الإنجليزية)
- ديجو بونيتا على موقع قاعدة بيانات الفيلم (الإنجليزية)
- ديجو بونيتا على موقع كينوبويسك (الروسية)

- الموقع الإلكتروني